# Tranvía de Montpellier
El tranvía de Montpellier es una red de tranvía comunicando la ciudad de Montpellier y su territorio metropolitano. Sucede a la antigua cobertura cerrada en 1949. Está bajo la autoridad de Montpellier Territorio metropolitano Mediterráneo (Montpellier Méditerranée Métropole) y es gestionado por Transportes de Montpellier Territorio metropolitano Mediterráneo (Transports de l'agglomération de Montpellier).
Esta red ha sido planificada y puesta en servicio por etapas a partir de los años 1990. La primera línea abrió el verano de 2000. Ha sido luego completada por la línea 2 abierta en diciembre de 2006 y después, simultáneamente por las líneas 3 y 4 puestas en servicio en abril de 2012. 
- Datos: Q1753254
- Multimedia: Montpellier Tramway / Q1753254